# 世田谷パン祭り

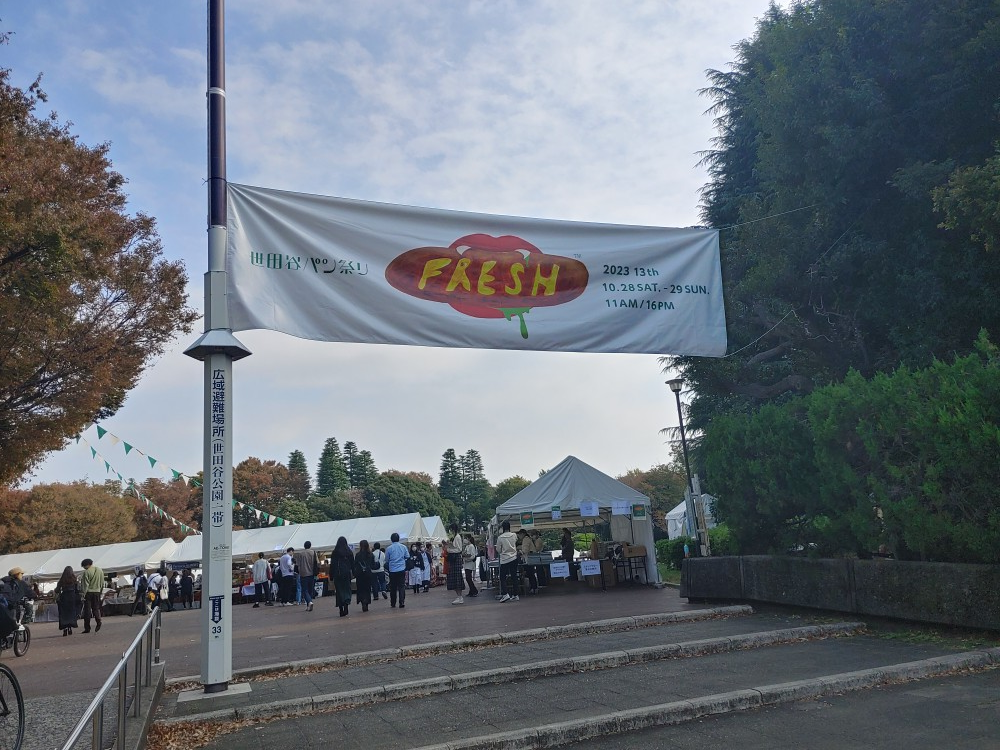
パン祭り当日の世田谷公園入口付近（2023年10月28日）

世田谷パン祭り（せたがやパンまつり、LA FETE DU PAIN SETAGAYA）は、東京都世田谷区池尻・三宿界隈を会場として年に1回開催される「パン」をテーマとしたイベントである。パンに関するイベントでは日本最大級であり、「パンの祭典」とも呼ばれる。日本各地から話題となったパンやおいしいパンが集まるイベントであり、2018年の開催時には約50,000人が来場した。

## 沿革

### 「三宿四二〇商店会」とパン祭りの発足
このイベントの発足には、「三宿四二〇商店会」（Mishuku R.420）の誕生が深くかかわっている。IID 世田谷ものづくり学校で副校長を務めていた間中伸也（世田谷パン祭り事務局代表）は、2008年にハンカチショップを三宿通りで開店した。近隣には魅力的な店が多く集まっていて、他店と一緒にこの通りを盛り上げたいという話が出るようになった。しかし、間中は商店会がこの通りに存在しないことに気づいて驚いた。
間中がハンカチショップを開店した三宿通りのある三宿はかつて、1990年代には流行に乗った飲食店が集まる地域として憧れの対象であった。しかしバブル景気崩壊後、駅から遠い立地条件もあって飲食店は淘汰され、人が徐々に減っていた。30歳代の若い店主が経営する個性的な物販やサービスの店は増えていたが、メディアに取り上げられることは少なくなっていた。そこで間中を始めとした人々が初めて「三宿四二〇商店会」として商店会を作り、外部に発信しようということになった。
商店会の会長に松村拓也（IID 世田谷ものづくり学校校長）を迎え、間中が副会長となって三宿四二〇商店会は2009年に設立できた。日本では全国的に商店会が減っている時代の中で、新たな商店会の設立は数十年ぶりといい、記録が残っていないほど珍しいことであったという。
三宿四二〇商店会のコンセプトとして決まったのは、「地域内外の人々が集まり交流しながら創造的で洗練された体験ができる『キャンパス』のようなまちづくり」であった。加盟店からは加入に伴うメリットを求める意見が挙がったため、間中は「商店会に入ってよかった」と喜んでもらえる方法を真剣に考えた。その結果1年に1度か2度大きなイベントを開催してたくさんの人々を地域に集める必要に思い当たった。
三宿四二〇商店会ではパン祭りの実施前にもイベントを開いたものの、このときは人が集まらず反応も芳しくなかった。次に間中がイベントの対象として考えたのは「パン」であった。世田谷には知名度の高いパン屋が多くあり、そのうちの2軒は三宿四二〇商店会にあった。そこで「パン祭り」の発想が生まれ、商店会が協力して開催することになった。
イベントの始動にあたって、間中は志賀勝栄というパン職人に会いに行った。志賀は太子堂の「シニフィアン・シニフィエ」（Signifiant Signifié）というパン屋のオーナーであり、地元世田谷はおろか日本でも有数のシェフ・ブーランジェと評価される人物であった。志賀は地域を盛り上げていきたいという間中の思いに賛同し、イベントへの出店を決めた。
間中によれば、当初パン祭りを始めると伝えたところ、聞いた人はみなポカンとした顔をしたという。中には「パンで人が集まるのか」という否定的な意見さえあり、最初のうちの志賀も同様の思いを抱いていた。

### パン祭りの成功と発展

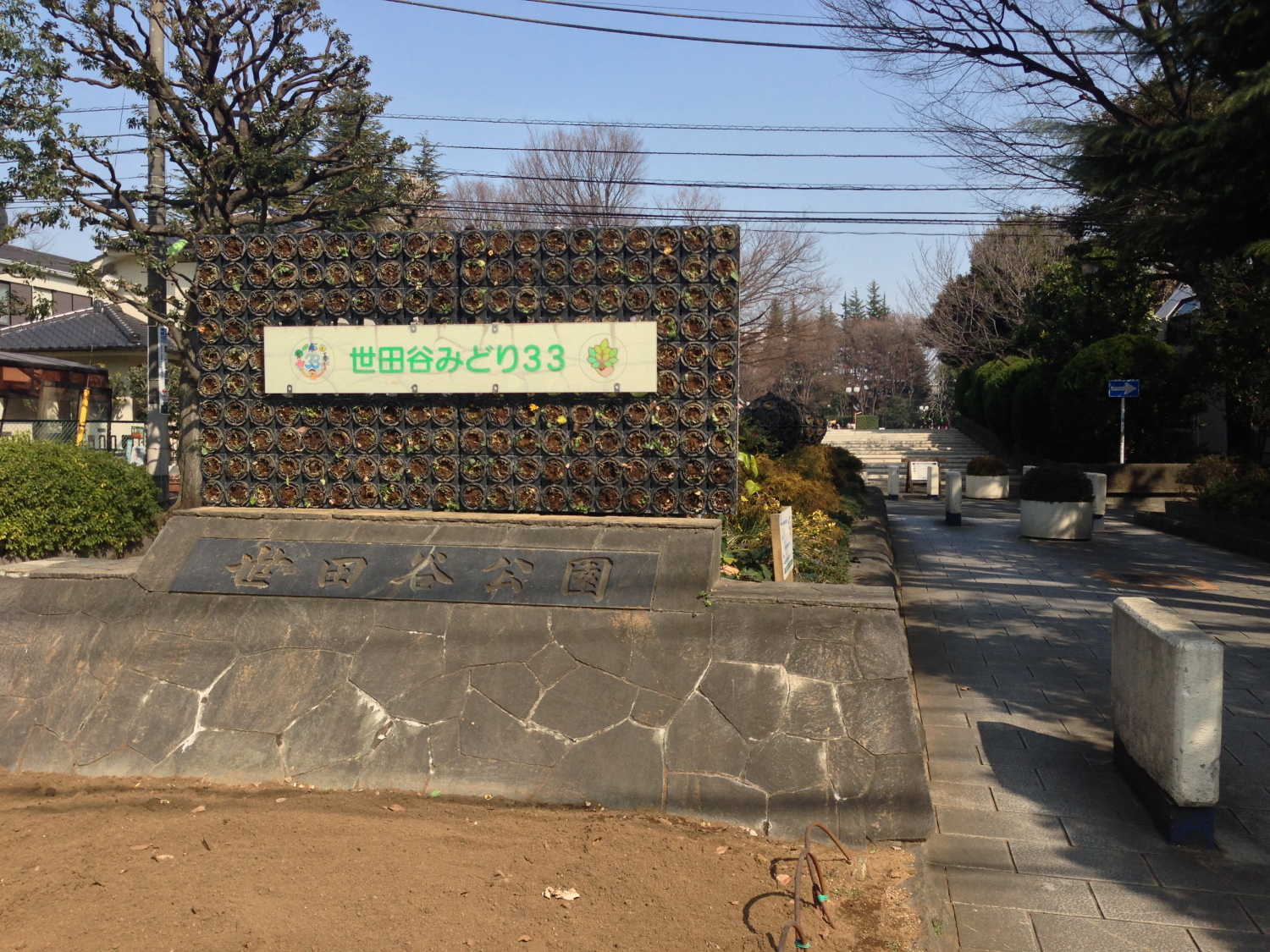
第2回以降で会場として使われている世田谷公園

初回の2011年は商店会が手探り状態で運営を始め、IID 世田谷ものづくり学校と池尻小学校第二体育館を借りた上で世田谷区を中心とした約40店のパン屋が参加した。宣伝のために作ったのはポスターとチラシ程度であったが、不安視されていた集客はTwitterなどのSNSを通じて話題が広まり、初回の2011年は予想を大きく上回る7,000人強の来訪があった。志賀にとってもこの盛況は予想外のことであり、「世の中にはこんなにパンが好きな人が多いんだ」という発見につながった。シニフィアン・シニフィエはその後も世田谷パン祭りへの参加を続け、祭りの代表的存在となった。さらに志賀を尊敬するパン職人たちのパン祭りへの出店を促す結果ももたらされた。
第1回の成功を見た商店会の飲食店も、翌年の開催からは屋台の出店などに協力するようになった。2回目からは世田谷公園を会場として使えるようになり、行政側との連携も整った。2014年の開催では来訪者が20,000人を超える成功となった。そこで2015年の開催からが2日間の開催に拡大した。2018年の開催では2日間で50,000人以上が来訪している。そしてパン祭りの成功によって商店会への加入が増え、発足当初の20店舗から30店舗に増えている。
世田谷パン祭りに参加するパン屋は、2016年の時点で日本の各地から1日で100軒が出店していた。パン祭りは1年を通して三宿界隈にもっとも多くの人々が訪れる成功をおさめたが、間中たちは一時の成功ではなく商店会の活性化と地域の人々に喜んでもらうことを目指していた。その方法として商店会のスタンプラリーに加えて、地元である池尻まちづくりセンター管内に住む住民が優先入場できる時間帯を設定している。
世田谷パン祭りはパンに関するイベントでは日本最大級であり、「パンの祭典」とも呼ばれるようになった。そして世田谷区民だけではなく日本全国から多くの人が集まるイベントとして認知された。そしてこのイベントは地元の三宿だけではなく他からも集まってくる200人以上のボランティア活動に支えられている。間中は「ボランティアをリピートする方が増え、イベントが同窓会のような場所になれば」との期待を述べた。
世田谷パン祭りは、コロナ禍の影響を受けて2020年はオンラインでの開催となった。2021年は感染対策を徹底した上で会場の規模を通常の約半分にして、例年は屋内で開催されていたパンマーケットをメインとして屋外の会場で開催された。この回のテーマとなった「Hello Bread!」は、世田谷パン祭り実行委員によると、『暮らしにも制限が及ぶなかではありますが（中略）パンのつくり手やパンを愛する人たちが、パンを片手に「Hello!」とマスクの下でみんなでにっこり笑いあえる、そんな幸せなお祭りにしたい』という気持ちをこめたものであった。

## 内容

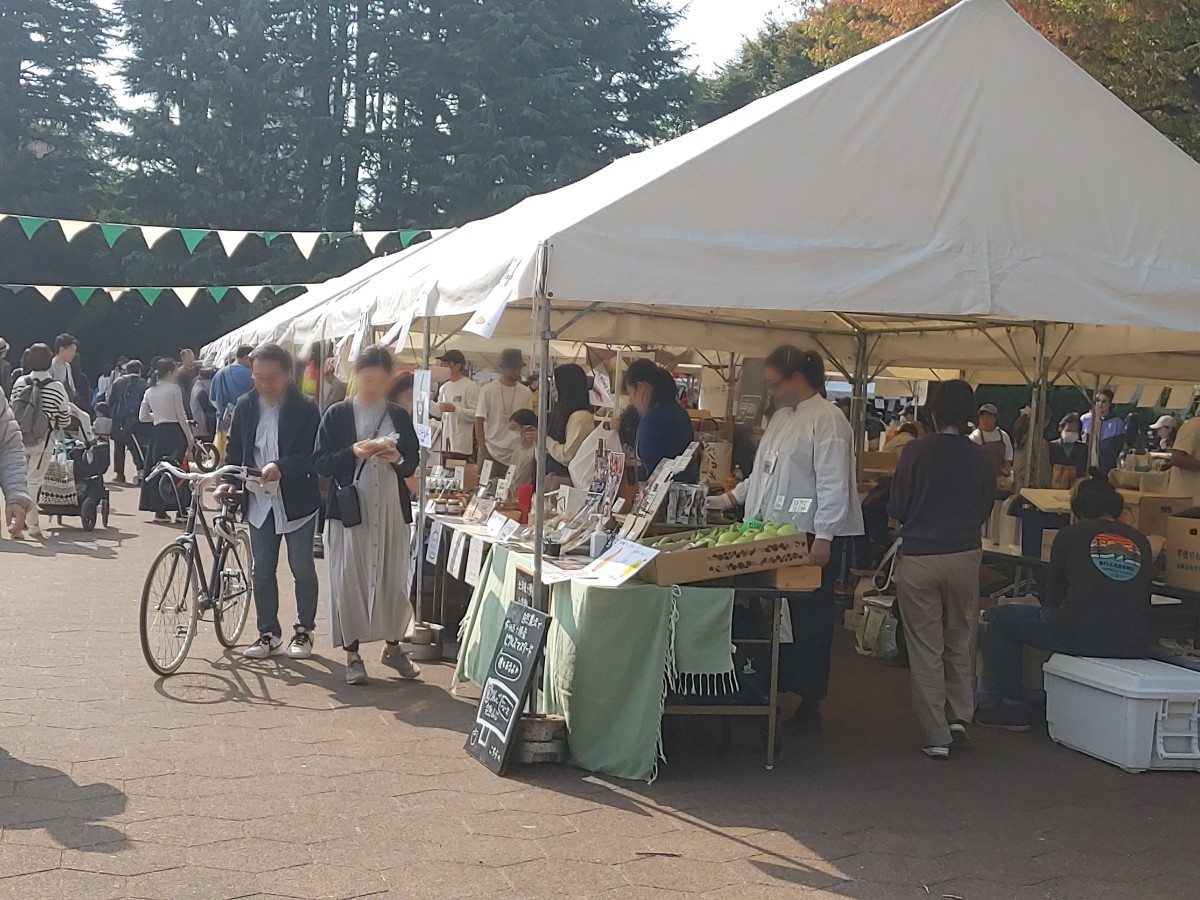
パン祭り会場の様子（2023年10月28日）

世田谷パン祭りの会場となるのは、世田谷公園や池尻小学校第2体育館、そしてIID 世田谷ものづくり学校などである。屋外会場ではパンの販売の他にもライブやパフォーマンスイベント、商店会が出店する屋台、さらに「三宿三色パン」などの会場限定パンの販売などが行われる。
沿革の項ですでに述べたとおり、世田谷パン祭りには日本の各地からパン屋が出店している。普段はなかなか手に入らない人気のパンは、開場後1時間程度で売り切れてしまうこともある。パンとともにジャムやコーヒーなども販売され、2012年のパン祭りでは人気の高級食パン専門店と雑誌「東京ウォーカー」がコラボした先着100名限定のバター食パンのような限定企画もあった。
世田谷パン祭りでは、パンの販売とともにワークショップ「パン大学」も開催されている。その内容は、世界各国の食文化とパンのかかわりを学ぶものや、簡単なパン作りのセミナーや「パン屋開業セミナー」など、初歩的なものから本格的なものまで内容は変化に富んでいる。
「パン大学」は間中によると、それぞれのパン屋の思いやその背景、そして体験といったものを大事に共有するためのコンテンツである。2019年の時点では、60くらいの講座に約1500人が参加しているという。間中は「パンを買って、持ち帰って食べて終わりじゃなくて、子どもも含めて一日中楽しめることを、世田谷パン祭りは目指しています」と発言している。

## 評価と課題・今後の目標

### 評価
2021年現在、世田谷パン祭りはパンに関するイベントでは日本最大級と報じられている。発足当初は行政側などからのバックアップもなく、民間から始まったイベントとしては破格の動員数という。世田谷区には東京都内で最大の200軒ほどのパン屋があり、パン祭りはこの特徴を上手く生かして大きな成功を収めている。パン祭りの盛り上がりによって、地域活性化への利点を認められたことで地元の人々からの理解や支持も得ることになった。
イベント規模の拡大に伴って、第2回からは実行委員会が設立された。委員会の運営は事務局が担当し、商店会のメンバーを始め、パンの知識を持つデザイナーやコーディネーターが加わっている。委員会のメンバーは地域との連携に努めた上で企画を造り上げたり、出店者のサポートをしたりと、メンバーの専門分野での特性を発揮しながらパン祭りを運営している。運営に要する費用は、出店料や協賛金、商品の売り上げによる独立採算制である。2019年はクラウドファンディングを実施し、その金額ごとに優先入場券、商店会のクーポン券、「シニフィアン シニフィエ」の焼き菓子や世田谷パン祭り限定バックなどを返礼品とした。クラウドファンディングによる資金は、事務局の運営費に充当された。

### 課題とその解決、そして今後の目標

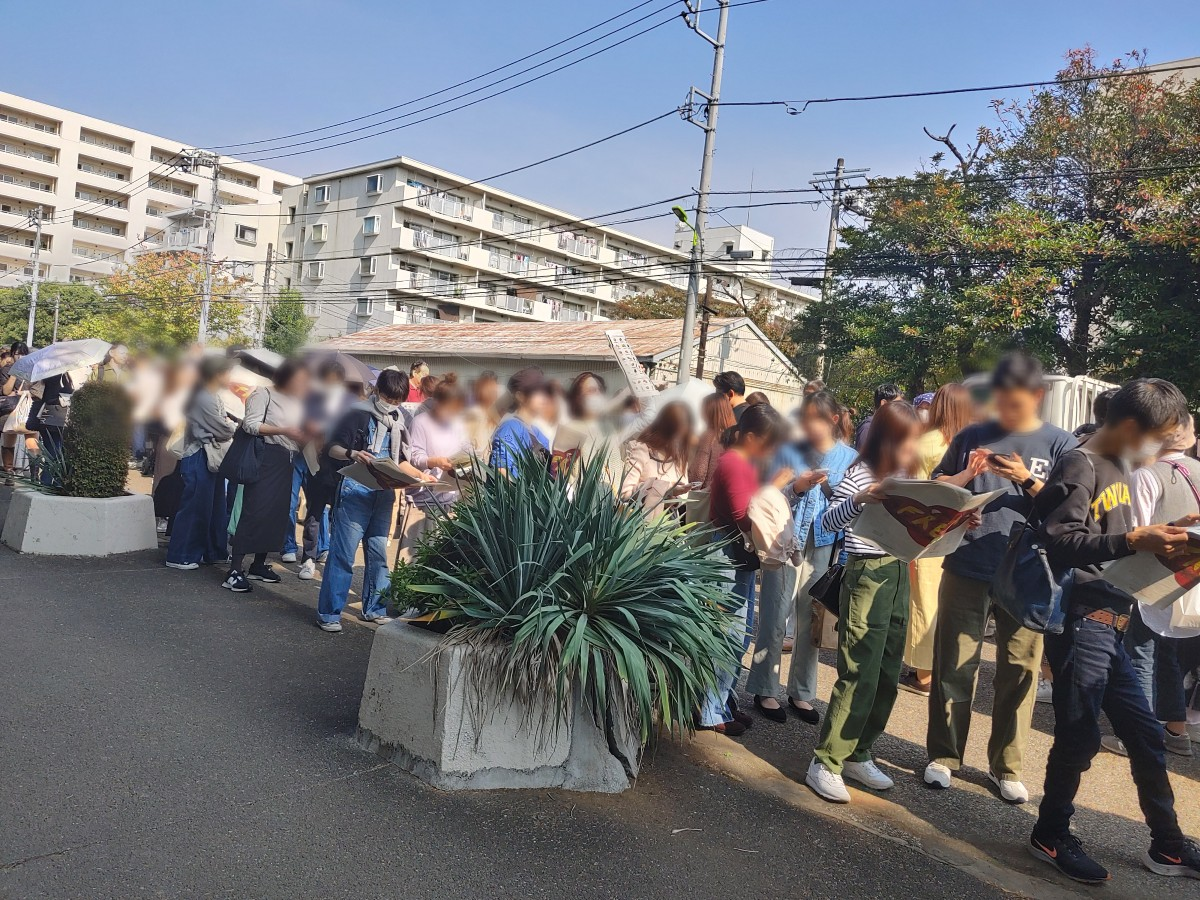
入場待ちの人々（2023年10月28日）

しかし、集客数の増加により課題や問題点が現れ、中でも毎回共通の問題となるのは、来場者の長い行列と待ち時間である。事務局では毎回対策を検討し、来場者の分散と混雑の緩和を図っている。当初より会場の規模を拡大させたことや、2015年から開催期間が2日間にしたこと、さらには2017年からは「優先入場券」を発売したことなどが功を奏し、混雑は緩和されてきている。
最初期のパン祭りでは午前中に商品が売り切れとなる店が続出した。しかし、回を重ねると早い時間での売り切れという事態は減少してきた反面、パン祭りの終了後に残ってしまう「ロスパン」の問題が現出した。そのため、2019年のパン祭りでは、「フードロス」への取り組みを実施し、ロスパンリサイクルのプロジェクト「Save The Bread Project」を導入した。このプロジェクトでは、ロスパンを買い取って提携の企業に配布し、「任意の募金」としてパンの代金を受け取った上で、その金額を東日本大震災の被災者支援や慈善団体「Save the Children」などに寄付を行うものであった。
世田谷パン祭りでは「フードロス」対策に加えて、ごみ減量の推進や会場でプラスチックを使わない対策にも取り組んでいる。マイバック持参の呼びかけやさとうきび製ストローの導入の推進などで環境負荷を減少させ、サステナブル（持続可能）なイベントへの進化を図り、祭りの将来を切り開くことを試みている。
パン祭りの今後について間中は「私がいなくてもイベントが成り立つ状況を整えないといけない（中略）ただ、根本は地域のイベントであってほしい。そうでありながら、全国、世界からも人が来るようなイベントになってほしいですね」と述べている。間中の発言を受けてパン祭り広報ディレクターを務める寒河江麻恵は、「人が多すぎるために開催場所を変えようという話があった」ことを明かし、「でも、世田谷パン祭りはここでやることに意味がある。毎回工夫して対応しているけど、この場所でやる限り行列はなくならないですね」と答えた。グラフィックアーティストの赤塚桂子も「行列も含めて〈世田谷パン祭り〉ですよ」と賛同している。